# Sân vận động Yongin Mireu
Sân vận động Yongin Mireu (tiếng Hàn: 용인미르스타디움) là một sân vận động đa năng nằm ở Yongin, Hàn Quốc. Sân trước đây có tên gọi là Công viên Thể thao Yongin Civic nhưng đã được đổi tên thành Sân vận động Yongin Mireu vào ngày 1 tháng 7 năm 2020.

## Lịch sử
Công viên Thể thao Yongin Civic được khánh thành vào ngày 1 tháng 1 năm 2018. AFC Women's Club Championship 2019 được tổ chức tại Công viên Thể thao Yongin Civic.